# Hümaşah Sultan
Hümaşah Sultan (en turco otomano: هماشاہ سلطان‎; "fénix del soberano") (Manisa, c.1543 — Estambul, c.1582), también conocida como Hüma Sultan, fue una princesa otomana, siendo la única hija de Şehzade Mehmed y una de sus concubinas, Aya Hatun. Ella fue nieta de Solimán el Magnífico, sobrina de Selim II y prima de Murad III. Es considerada una de las princesas más adineradas e influyentes de la época otomana.

## Vida
Nacida en Manisa alrededor de 1543, Hümaşah era hija de Şehzade Mehmed, el hijo de Solimán I y de Hürrem Sultan. Su madre era una concubina llamada Aya Hatun. Según la historiadora Leslie P. Peirce, su nombre era Hüma. Normalmente se cree que nació durante la primavera de ese año. 
Después de la muerte de Mehmed en 1543, presumiblemente por Viruela, fue tomada bajo el cuidado de sus abuelos y se mudó a Estambul, mientras que su madre, Aya Hatun, se casó con un Bey (como indican algunos historiadores).
Al igual que su prima Ayşe Hümaşah Sultan, según los informes, fue amada por su abuelo, con quien mantenía bastante correspondencia. Hümaşah, su prima y su tía Mihrimah Sultan imitarían el estilo de comunicación introducido por su abuela Hürrem, cuyas cartas al Sultán son conocidas por su colorido, encanto y suavidad. El historiador turco, Mustafa Çağatay Uluçay la considera una de las mujeres más influyentes y adineradas del reinado de Solimán. 
Fue ella misma quién en 1563, regaló a su primo Şehzade Murad (futuro Murad III) una concubina que pasaría a ser Safiye Sultan, una de las mujeres más poderosas de la época otomana.

### Primer matrimonio
En 1566, Hümaşah Sultan se casó con Damat Ferhad Paşa, cuando estaba sirviendo como el tercer visir. Anteriormente había sido el segundo Kapıcıbaşı, en 1553, se convirtió en el Agha de los jenízaros. En 1557, había sido nombrado gobernador de Kastamonu, y en 1564, fue nombrado tercer visir, antes de casarse con Hümaşah. Su matrimonio se celebró en el Palacio Viejo. Tuvieron varios hijos.
Su palacio estaba ubicado en los recintos del Palacio Viejo. Ella enviudó a su muerte el 6 de febrero de 1575.

### Segundo matrimonio
Seis meses después de la muerte de Ferhad, Hümaşah se casó con Lala Mustafa Paşa. Ella enviudó a su muerte el 7 de agosto de 1580. 

### Tercer matrimonio
Después de su muerte, Hümaşah se casó en 1581 con el gobernador del Eyalato de Shahrizor, Gazı Mehmed Paşa, el hermano del gran visir Damat Ibrahim Paşa. Mehmed falleció en 1592.

## Muerte
Hümaşah falleció tempranamente en 1582, entre los 38 a 39 años. Según historiadores, falleció en el otoño. Los historiadores se debaten sobre si su muerte fue una enfermedad o por complicaciones en un parto; esta última normalmente es aceptada. Se encuentra enterrada en la Mezquita Şehzade, junto a su padre y su tío, Şehzade Cihangir.
Aunque su muerte es aceptada en 1582 debido a registros históricos, otros siguen debatiendo e inventando falsamente fechas como 1592, 1598 o 1607.

## Descendencia

### Hijos
- Sultanzade Mustafa Mehmed Bey (1569 — 1593), Beylerbey de Belgrado. Tuvo descendencia;
- Sultanzade Osman Bey (1571 — 1626), Beylerbey de Bolu. Se casó con una mujer de la nobleza veneciana. Tuvo descendencia;
- Sultanzade Husein Bey (1571 — 1632), se desempeñó como estadista, según algunas fuentes, nació junto a Osman. Se desconoce si tuvo descendencia;
- Sultanzade Ibrahim Bey (¿? — 1612), gobernador de Bosnia. Tuvo descendencia;
- Sultanzade Abdülbaki Bey (1576 — ¿?), hijo con Lala Kara Mustafa Paşa. Sólo se sabe que estuvo casado en dos ocasiones y que se desempeñó como gobernador de Karaman;

### Hijas
- Fatma Hanim Sultan (1567 — 29 de junio de 1588), hija mayor de Hümaşah. Se casó en 1584 con el sanjak bey de Kastamonu, Mehmed Bey. Tuvo descendencia;
- Hatice Hanim Sultan (1572 — después de 1622), casada con un jeque de la época. Tuvo descendencia. En 1622 aparecía en un libro de princesas solteras;
- Tres niñas de nombre desconocido o muertas en la infancia.

En el siglo XVIII aún habían descendientes tanto por línea masculina y femenina, siendo directos de los hijos de Hümaşah. 